# Ryszard Kraus
Ryszard Kraus (Bestwina, 30 de junio de 1964 - Bestwina, 3 de noviembre de 2013) fue un futbolista profesional polaco que jugaba en la demarcación de delantero.

## Biografía
Ryszard Kraus debutó en el GKS Jastrzębie en 1980 a los 16 años de edad. Tras jugar durante siete temporadas en el club fichó por el Odra Wodzisław Śląski, para volver a la temporada siguiente al club de su debut por una temporada más. También jugó para el Górnik Zabrze y para el GKS Tychy antes de fichar por el LKS Bestwina, club en el que jugó durante una temporada y finalizó su carrera futbolística en 1996 a los 32 años de edad.
Ryszard Kraus falleció el 3 de noviembre de 2013 a los 49 años de edad.

## Selección nacional
Ryszard Kraus fue convocado por la selección de fútbol de Polonia un total de cuatro veces haciendo su debut en 1991 contra Irlanda del Norte.

## Clubes
| Club                  | País    | Año         | Partidos | Goles |
| --------------------- | ------- | ----------- | -------- | ----- |
| GKS Jastrzębie        | Polonia | 1980 - 1987 | 41       | 3     |
| Odra Wodzisław Śląski | Polonia | 1987 - 1988 |          |       |
| GKS Jastrzębie        | Polonia | 1988 - 1989 | 16       | 6     |
| Górnik Zabrze         | Polonia | 1989 - 1994 | 109      | 33    |
| GKS Tychy             | Polonia | 1994 - 1995 |          |       |
| LKS Bestwina          | Polonia | 1995 - 1996 |          |       |